# Sarcophaga iulicida
Sarcophaga iulicida är en tvåvingeart som beskrevs av Thomas Pape 1990. Sarcophaga iulicida ingår i släktet Sarcophaga och familjen köttflugor.
Artens utbredningsområde är Portugal. Inga underarter finns listade i Catalogue of Life.